# Monument (opera)
Monument je jednoaktová opera o jedenácti scénách skladatele Marka Ivanoviće a libretisty Davida Radoka, která vznikla na objednávku Národního divadla Brno. Premiéra se uskutečnila 7. února 2020 v Janáčkově divadle, v režii Davida Radoka. Námětem opery je osud sochaře Otakara Švece.
Při brněnské premiéře vystupovaly v opeře 3 sbory, a to Český akademický sbor, sbor Janáčkovy opery NdB a Dětský sbor Brno.

## Ohlas kritiky
Kritička Helena Havlíková zhodnotila představení slovy: Komplikované postavy Otakara Švece, jeho manželky az dalších postav se „scvrkly“ na typové „modely“, z díla se tak stal více „operní plakát“ než „antická tragédie“.